# Saarijärvi (sjö i Reisjärvi, Norra Österbotten, Finland)
Saarijärvi eller Saarisenjärvi är en sjö i Finland. Den ligger i kommunen Reisjärvi i landskapet Norra Österbotten, i den centrala delen av landet, 400 km norr om huvudstaden Helsingfors. Saarisenjärvi ligger 157,1 meter över havet. Den ligger vid sjöarna Nuoranen och Harjuntakanenjärvi. I omgivningarna runt Saarijärvi växer i huvudsak blandskog. Arean är 12,7 hektar och strandlinjen är 2,14 kilometer lång. Sjön  ingår i Kalajoki älvs huvudavrinningsområde. 